# نووآکتاشوو
نووآکتاشوو (انگلیسی: Novoaktashevo) یک شهرک در شهرستان کارماسکالینسکی استان باشقیرستان کشور روسیه است.